# Ophiogomphus anomalus
Ophiogomphus anomalus är en trollsländeart som beskrevs av Harvey 1898. Ophiogomphus anomalus ingår i släktet Ophiogomphus och familjen flodtrollsländor. IUCN kategoriserar arten globalt som livskraftig. Inga underarter finns listade i Catalogue of Life.